# Bruno Moreira Silva
Bruno Moreira Silva (sinh ngày 12 tháng 11 năm 1989) là một cầu thủ bóng đá người Brasil.

## Sự nghiệp câu lạc bộ
Bruno Moreira Silva đã từng chơi cho FC Gifu.

## Thống kê câu lạc bộ

### J.League
| Đội       | Năm       | J.League | J.League | J.League Cup | J.League Cup | Tổng cộng | Tổng cộng |
| Đội       | Năm       | Trận     | Bàn      | Trận         | Bàn          | Trận      | Bàn       |
| --------- | --------- | -------- | -------- | ------------ | ------------ | --------- | --------- |
| FC Gifu   | 2011      | 9        | 1        | -            | -            | 9         | 1         |
| FC Gifu   | 2012      | 1        | 0        | -            | -            | 1         | 0         |
| Tổng cộng | Tổng cộng | 10       | 1        | 0            | 0            | 10        | 1         |